# Белобог
Белобог (или Бялбог, Белун, Беловит) е предполагаемо славянско божество.

## История
Не е сигурно дали такъв бог е почитан от славяните, но в миналото много изследователи на славянската митология приемат съществуването на божество, противопоставящо се на Чернобог.
Не съществуват исторически източници, които да подкрепят тази хипотеза, поради което днес тя е силно оспорвана.